# Горсткин, Александр Павлович
Алекса́ндр Па́влович Го́рсткин (1868—1920) — лукояновский уездный предводитель дворянства, член IV Государственной думы от Нижегородской губернии.

## Биография
Православный. Потомственный дворянин Нижегородской губернии. Сын действительного статского советника Павла Ивановича Горсткина и жены его Ольги Алексеевны Потёмкиной. Землевладелец Лукояновского уезда Нижегородской губернии (815 десятин при селе Оброчном) и Симбирской губернии (1900 десятин).
В 1886 году окончил Николаевское кавалерийское училище, откуда был выпущен корнетом в лейб-гвардии Гусарский Его Величества полк.
По выходе в отставку в чине поручика служил земским начальником 5-го участка Лукояновского уезда (1890—1909). Избирался почетным мировым судьей (с 1899), гласным Лукояновского уездного и Нижегородского губернского земских собраний (с 1890) и Лукояновским уездным предводителем дворянства (1909—1917). Занимался сельским хозяйством, организовал производство сыра на хуторе Ферма при селе Оброчном.
В 1912 году был избран членом Государственной думы от Нижегородской губернии. Входил во фракцию правых, с 4-й сессии — во фракцию русских националистов и умеренно-правых, а после её раскола в августе 1915 — в группу сторонников П. Н. Балашова. Состоял членом комиссий: по местному самоуправлению, об охоте, по запросам, а также по военным и морским делам.
Был членом Русского собрания и членом-учредителем Всероссийского Филаретовского общества народного образования. В 1916 году, по должности уездного предводителя дворянства, занимался проведением мобилизации в Лукояновском уезде.
Во время Февральской революции находился в Нижегородской губернии, послал председателю Думы Родзянко телеграмму:

Приветствую в Вашем лице Государственную думу, совершившую великий переворот на спасение нашей Родины.

После Октябрьской революции, в июне 1918 года вместе с сыном Павлом присоединился к Белому движению на Юге России. Входил в Совет обороны Северо-Западной области, в 1918 году занимался переговорами с киевскими монархистами о созыве монархического съезда в Пскове. После гибели сына Павла вместе с братьями Николаем (1881—1939, Париж) и Сергеем (1876—1930, Рабат, Марокко) эмигрировал через Турцию в Париж, где и скончался летом 1920 года.

## Семья
Был женат, имел четверых детей:
- Василий (1893—1913, Санкт-Петербург).
- Павел (ум. зимой 1919/1920, Крым). В Первую мировую войну — во 2-м Дагестанском конном полку. С 1918 года участвовал в Белом движении на Юге России, в полку под командованием Амилахвари. В 1919 году обручился. Был смертельно ранен в боях на Крымском перешейке.
- Георгий (ум. 1936, Омск). Сражался на фронтах Первой мировой войны с 1916 по 1917 год. В ноябре 1918 года был арестован ЧК, но вскоре отпущен. Зимой 1919 года был призван в Красную армию, где служил по 1921 год в закупочной комиссии, покупал лошадей. Был дважды женат (1920 г., 1925 г.). Во втором браке родились дочь Елена (1927—1930) и сын Владимир. Осенью 1935 года был арестован, весной 1936 года был расстрелян. На 1990 г. единственный сын Георгия, Владимир Горсткин, проживал в Москве.
- Елена Скрябина (1906—1996, Айова, США). Мемуарист, профессор русской литературы. Пережила 6 месяцев блокады Ленинграда. В 1943 году Скрябину вместе с сыновьями Дмитрием и Георгием-Юрием (ум. 1963) отправили в трудовой лагерь в Германии. В 1950 году эмигрировала в США.